# Talbrücke Pfeddersheim
Die Talbrücke Pfeddersheim ist eine 1471,4 m lange Autobahnbrücke der A 61 bei Pfeddersheim in Rheinhessen, Rheinland-Pfalz.
Das Bauwerk steht zwischen den Autobahnanschlüssen Worms-Nord und Worms beim Autobahnkilometer 342. Es überspannt westlich von Worms in maximal 30 m Höhe mit 34 Feldern das Tal der Pfrimm, einem westlichen Rhein-Nebenfluss, sowie jeweils einen Abschnitt der Rheinhessenbahn (Worms–Alzey), der Bundesstraße 47 (Worms–Pfeddersheim) und einer Gemeindestraße (Leiselheim–Pfeddersheim).
Die Autobahn ist im Verlauf der Brücke im Grundriss gekrümmt. Hergestellt wurde die Überführung mit zwei getrennten Überbauten für die Richtungsfahrbahnen zwischen den Jahren 1972 und 1975 mit Baukosten von ungefähr 35 Millionen DM.

## Gründung und Unterbauten
Die Widerlager und die Pfeiler sind auf Sand- und Kiesschichten flachgegründet. Die maximal 27 m hohen Pfeiler haben einen rechteckigen Hohlquerschnitt und sind 5,5 m breit.

## Überbauten

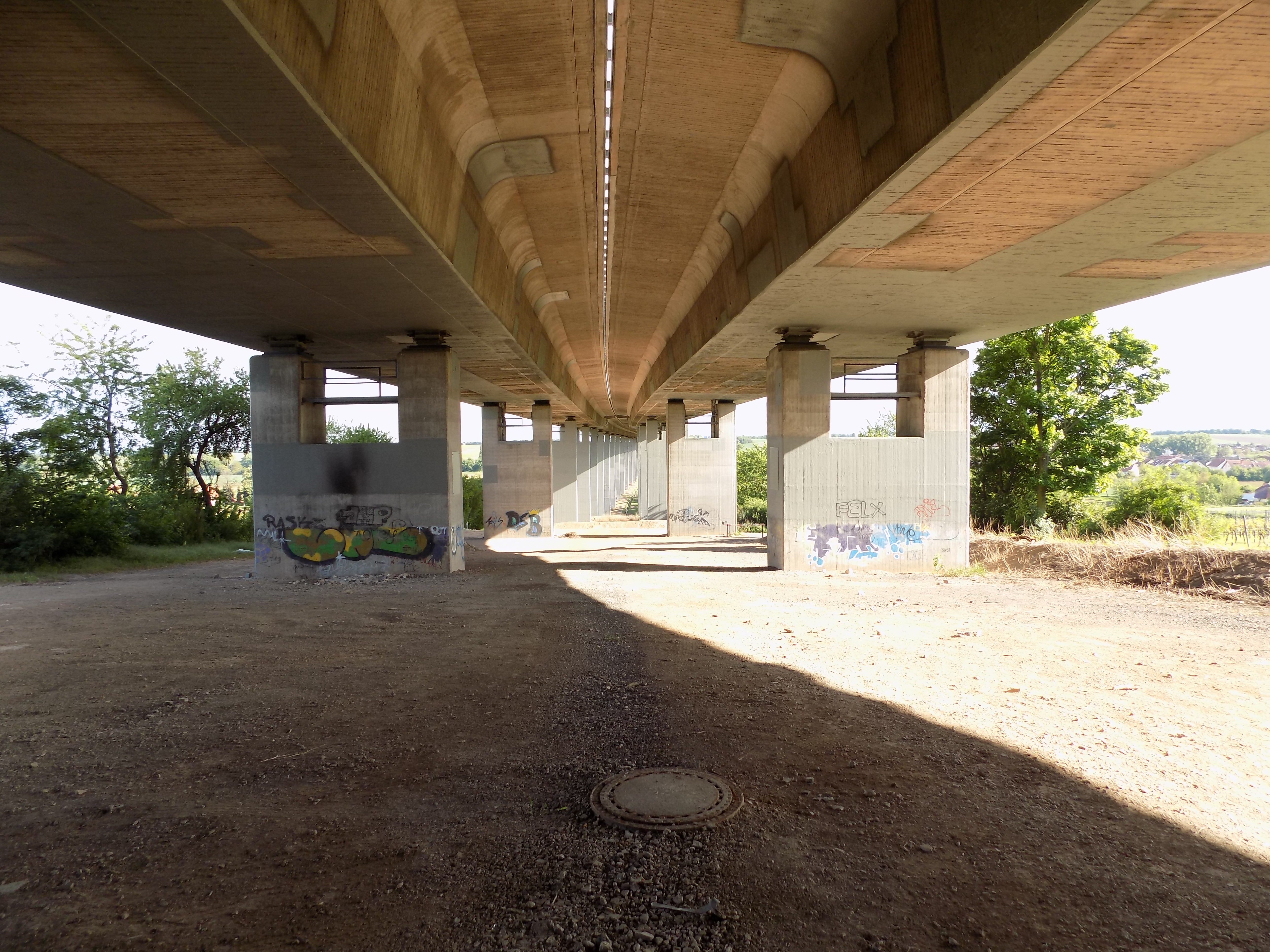
Brückenuntersicht

Die beiden nebeneinanderliegenden Überbauten der Spannbetonbrücke haben als Bauwerkssystem in Längsrichtung den Durchlaufträger und sind mit drei Dehnfugen in jeweils vier unabhängige Abschnitte unterteilt. Die Konstruktionshöhe beträgt konstant 2,7 m. In Querrichtung sind die Überbauten als zweizellige Hohlkastenquerschnitte ausgebildet. Die Vorspannung besteht in Längsrichtung aus internen Spanngliedern.
Die Stützweiten betragen für die 34-feldrige Brücke 35,2 m, 3 × 45,0 m, 2 × 38,5 m, 8 × 45,0 m, 38,5 m, 36,2 m, 6 × 45,0 m, 2 × 38,5 m, 9 × 45,0 m und 37,5 m, was eine Gesamtstützweite von 1471,4 m ergibt.

## Instandsetzung und Verstärkung
Aufgrund unzureichender Tragfähigkeit und der Gefahr von Rissen in den Kopplungen der Spannglieder wurden in 2013 und 2014 zusätzliche externe Spannglieder für 5,5 Millionen Euro in den Hohlkasten der Brücke eingebaut.